# 타니샤 린
타니샤 린(Tanisha Lynn, 1978년 9월 14일 ~ )은 미국의 배우이다.
휴스턴에서 태어났다.

## 출연 작품
- 크립토그램 (2013년)
- 스피드-데이팅 (2010년)

### 텔레비전
- 90210 (2009)